# Тенген (Німеччина)
Тенген (нім. Tengen) — місто в Німеччині, знаходиться в землі Баден-Вюртемберг. Підпорядковується адміністративному округу Фрайбург. Входить до складу району Констанц.
Площа — 61,98 км2. Населення становить 4690 ос. (станом на 31 грудня 2020).